# رامین بهرامی
_05_2016.png
|توضیح_تصویر     = رامین بهرامی در سال ۲۰۱۶
|نام_مستعار      =
|تولد            = ۶ دی ۱۳۵۵
|مرگ             =
|ملیت            =  ایرانی
 آلمانی
|محل_زندگی       = آلمان، کریلزهایم
|ساز             = پیانو
|سبک             = موسیقی باروک
موسیقی یوهان سباستیان باخ
|فعالیت          = نوازندهٔ پیانو، آهنگساز
|تحصیلات          = موسیقی
|مدت             =
|ناشر            =
|نقش‌های_مرتبط    =
|وبگاه           = www.raminbahrami.com
}}
رامین بهرامی (زادهٔ ۶ دی ۱۳۵۵ در تهران) نوازندهٔ پیانو و آهنگ‌ساز ایرانی است که در آلمان زندگی می‌کند.

## زندگی‌نامه
رامین بهرامی در ۶ دی ۱۳۵۵ در تهران به دنیا آمد. هنگامی که بهرامی ۱۱ساله بود، در حالی که هیچ اندوختهٔ مالی‌ای نداشتند، همراه با مادر و برادرش از ایران به ایتالیا گریختند. پدرش در ایران ماند و در سال ۱۳۷۰ در زندان درگذشت.
در سال ۱۹۹۳، به کمک یک برنامهٔ ارتقای فرهنگی از سوی دولت ایتالیا و حمایتِ پائولو بلازیش، دوست و حامی پدرش، رامین توانست در کنسرواتوار جوزپه وِردی در میلان، زیرنظرِ پیِرو راتالینو تحصیل کند. سپس، او در آکادمی پیانو در شهر ایمولا، ایتالیا، زیرنظرِ دانیلو لورنزینی، سرگرم فراگیری نوازندگی پیانو شد. پس از آن، در دانشگاه موسیقی اشتوتگارت حضور یافت و نزد ولفگانگ بلوزر مشغول تحصیل شد، و هم‌زمان، به مدت چند سال، در میلان، درس‌هایی دربارهٔ آهنگسازی از لورنزینی گرفت. او همچنین مدتی نزدِ آلکسیس وایسنبرگ، آندراس شیف، روبرت لِوین، و به‌ویژه روسلین تورِک شاگردی کرد.
بهرامی، از سال ۲۰۰۰ تا کنون، با برخورداری از حمایت‌های صنعتگری به نام هانس بومه، همراه با مادر و برادرش در شهر کریلزهایم زندگی می‌کند.

## فعالیت‌های موسیقایی
بهرامی، در طول تحصیلات خود، در کنسرواتوار میلان، در تئاترو دِله اِبره و در دانشگاه اِل. بوکونی چندین بار برنامه اجرا کرد.
او در جشنواره‌های گوناگون، ازجمله در «جشنوارهٔ بین‌المللی پیانوی موتسارت» در روورتو، در «جشنوارهٔ از باخ تا بارتوک» در ایمولا، در «جشنوارهٔ پیانو در امالفی»، و همچنین در چند جشنواره در مودنا شرکت کرد.
در آغاز سال ۱۹۹۸، بهرامی در یک خانهٔ سالمندان، کنسرتی برای موسیقی‌دانان اجرا کرد و در ۲۳ فوریهٔ همان سال نخستین اجرای خود در تئاترِ بِلینی در کاتانیا را ارائه کرد. این کنسرت را یکی از ایستگاه‌های تلویزیونی پخش کرد. به دنبال آن بود که او از شهردارِ آنجا شهروندی افتخاری دریافت کرد.
در ماه مهٔ همان سال توری در مکزیک برپا کرد و در مارس ۱۹۹۹ واریاسیون‌های گلدبرگ، اثر یوهان سباستیان باخ، را در «تئاترو مانزونی» در میلان اجرا کرد. او بعدها واریاسیون‌های باخ را در تالار ویگمور در لندن نیز اجرا کرد.
در سال ۲۰۰۵ با ارکستر موسیقی مجلسیِ هانس ورنر هِنتسه، ارکستر فیلارمونیک یاناچِک، ارکستر مجلسیِ اشتوتگارت به اجرای برنامه پرداخت.
بهرامی در چندین ارکسترِ معتبرِ دیگر نیز برنامه اجرا کرده‌است.

## آثار
رامین بهرامی تاکنون چندین آلبوم شامل اجرای آثار موسیقی باروک، به‌ویژه آثار یوهان سباستیان باخ، منتشر کرده‌است. ازجمله:
- رامین بهرامی باخ می‌نوازد، ۱۹۹۸ (AUR 400-2)
- اجرای زنده توسط رامین بهرامی در کاتانیا، ۱۹۹۸ (AUR 401-2)
- رامین بهرامی باخ می‌نوازد، پارتیتاهای شمارهٔ ۱، ۳، ۶ (AUR 400-2)
- واریاسیون‌های گُلدبِرگ، ب.و.فاو‏ ۹۸۸، ۲۰۰۴ (Decca 476 282-0)
- پارتیتاهای یوهان سباستیان باخ، ۲۰۰۵ (Decca)
- یوهان سباستیان باخ: هنرِ فوگ، ب.و.فاو‏ ۱۰۸۰، ۲۰۰۷ (Decca)
- یوهان سباستیان باخ: سوئیت‌های فرانسوی، BWV 812-817،‏ ۲۰۱۰ (Decca)
- انوانسیون‌ها و سینفونیاها (ی. س. باخ)، ب.و.فاو‏ ۷۷۲–۸۰۱، ۲۰۱۳ (Decca)
- باخ برای کودکان، ۲۰۱۴ (Decca)
- Bach Is in the Air، با دانیلو ره‌آ (یونیوِرسال) ۲۰۱۷